# Katherine Johnsonová
Katherine Coleman Goble Johnson (26. srpna 1918, White Sulphur Springs, Západní Virginie, USA – 24. února 2020, Hampton, Virginie) byla americká matematička, jejíž výpočty orbitální mechaniky byly stěžejní pro úspěch amerických letů do vesmíru s lidskou posádkou. Během své 35leté kariéry u NASA a National Advisory Committee for Aeronautics získala pověst odbornice na komplexní manuální výpočty a byla průkopnicí ve využití počítače k těmto výpočtům.
Práce Johnsonové zahrnovala výpočty trajektorií, startovacích oken a nouzových návratových cest pro lety do vesmíru v rámci programu Mercury, včetně výpočtů pro lety Alana Sheparda, prvního Američana ve vesmíru, nebo Johna Glenna, prvního Američana na oběžné dráze, a programu Apollo, včetně výpočtů pro let Lunárního modulu na Měsíc. Její výpočty byly nezbytné i pro program Space Shuttle a pracovala také na plánech pro misi na Mars.
V roce 2015 byla americkým prezidentem Barackem Obamou oceněna Prezidentskou medailí svobody. NASA po ní pojmenovala své centrum pro ověřování a potvrzování výpočtů.
Na základě jejího životního příběhu byl natočen film Skrytá čísla.